# Lana Vladi
Lana Vladi, pseudonimo di Svetlana Noskova (Leningrado, 6 aprile 1987), è un'attrice russa naturalizzata italiana.

## Biografia
Nata a San Pietroburgo, Russia, all'età di 7 anni si trasferisce in Italia con la famiglia. Cresce in Toscana, dove frequenta il liceo linguistico a Cascina, in provincia di Pisa, mentre a 14 anni inizia a fare le prime esperienze nella moda. In pochi anni arriva a calcare le passerelle di Milano, Parigi e di altre importanti città, oltre a posare per numerose riviste di moda tra cui Marie Claire, Vogue e Cosmopolitan. Laureata all'Università degli Studi di Scienze Gastronomiche di Slow Food, nel 2005 viene scelta dagli autori di Rai 2 come conduttrice di Galatea, programma di attualità, costume e cultura, rivolto al pubblico giovanile in onda il giovedì in terza serata, trasmissione proseguita fino alla primavera del 2006. Nel 2006 appare in diversi video musicali fra cui Nothing more dei Motel Connection e Dimmi de Le Vibrazioni.
Nel 2009 appare nel ruolo protagonista di Chiara nel cortometraggio Tutto da sola, con Jacopo Venturiero per la regia di Carlo Chiaramonte, Overlook Production. Successivamente intraprende la sua carriera in diverse produzioni televisive e cinematografiche tra cui Non uccidere, I bastardi di Pizzofalcone, Un passo dal cielo 4, Come fai sbagli e Il commissario Montalbano. Il suo primo ruolo al cinema arriva nel 2015 con il film Assolo di Laura Morante al quale sono seguite pellicole come L’età imperfetta, Tafanos e Martin Eden, quest'ultimo per la regia di Pietro Marcello. Nello stesso anno è nella commedia Scappo a casa di Enrico Lando.
Da regista ha scritto e diretto il cortometraggio La lepre, che ha anche interpretato insieme a Lidia Carew e Magdalena Grochowska. Per questo lavoro, presentato a diversi festival cinematografici sia in Italia che all’estero si è aggiudicata molti premi come miglior corto e anche come migliore attrice. Nel 2018 realizza il suo secondo cortometraggio, Riccardo che rimbalzò sulle stelle, con protagonista l'attrice Giorgia Sinicorni. Nel 2019 è sul set della serie internazionale Dime quien soy, basata sul bestseller di Julia Navarro, per la regia di Eduard Cortes.
Nel 2020 esce il suo terzo lungometraggio, Sulphur, tratto dal romanzo omonimo di Dmitrij Gluchovskij.

## Filmografia

### Cinema
- Assolo, regia di Laura Morante (2015)
- Ritratto di una giovane ballerina, regia di Ulisse Lendaro (2016)
- Tafanos, regia di Riccardo Paoletti (2018)
- Scappo a casa, regia di Enrico Lando (2019)
- Martin Eden, regia di Pietro Marcello (2019)
- Il Boemo, regia di Petr Václav (2022)

### Televisione
- 1992, regia di Giuseppe Gagliardi (2013)
- Come fai sbagli, regia di Riccardo Donna (2015)
- Una pallottola nel cuore, regia di L. Manfredi (2015)
- I bastardi di Pizzofalcone, regia di Carlo Carlei (2016)
- Il commissario Montalbano, regia di Alberto Sironi, episodio: Come voleva la prassi (2016)
- Un passo dal cielo 4, regia di Jan Michelini (2016)
- Che Dio ci aiuti, regia di F. Vicario (2016)
- Non uccidere, regia di Claudio Noce, episodio 2x10 (2017)
- Nero a metà, regia M. Pontecorvo, episodio 1x07 (2018)
- È arrivata la felicità, regia di Riccardo Milani (2018)
- Dime Quien Soy, regia di E. Cortes (2019)
- Tutta colpa di Freud - La serie (2021)